# 御河春
御河春是沧州出产的一系列白酒，源于1947年当地易手后，当局合并九家私人酒坊成立的沧州新生酒厂，后数度易名，1958年大跃进后中国经济瘫痪，无法获得酿酒所需粮食，酒厂被迫研发新原料，以甘薯代替纯粮，开发出沧州薯干白酒；原料紧张问题因计划经济弊端一直无法完全解决，所以沧州薯干白酒也一直持续出产至1990年代初才逐渐停产。改革开放后民众生活水平提升，酒厂遂开发出以五粮液工艺为基础的高阶产品以符合市场需要。